# Raphé du diaphragme pelvien
Le raphé du diaphragme pelvien (ou raphé anococcygien ou raphé du muscle ilio-coccygien) est est une ligne de tissu conjonctif qui traverse la partie centrale du diaphragme pelvien à l'arrière de l'anus.

## Structure
Le raphé du diaphragme pelvien se situe entre la face postérieure du canal anal et le coccyx.
C'est un raphé formé par la convergence des fibres du muscle élévateur de l'anus.
Il fait partie du corps anococcygien et intervient dans la stabilité du diaphragme pelvien.